# Le Philosophe sans le savoir
Le Philosophe sans le savoir est un drame bourgeois en 5 actes et en prose de Michel-Jean Sedaine, représentée pour la première fois sur le Théâtre de la rue des Fossés Saint-Germain le 2 décembre 1765

## Argument
Le riche négociant, Vanderk, marie sa fille. Le jour même, son fils doit se battre en duel contre un officier qui a traité tous les commerçants de fripons. Considérant que son père a été insulté, le fils provoque l’officier en duel. L’atmosphère de fête liée au mariage est assombrie par la perspective de ce duel. 
La scène centrale de la pièce met en scène l’échange entre le père et le fils : le fils se demande si son père a réellement été insulté et s’il ne risque pas de tuer un innocent. Le père condamne le duel, « préjugé funeste » et « abus cruel du point d’honneur », mais il ne détourne pas son fils de son projet pour sauver son honneur et le laisse aller. 
Toute la cérémonie doit cependant se dérouler comme il était prévu et personne ne doit savoir le déchirement de son cœur paternel. Le vieil intendant Antoine, qui a vu naître et grandir le jeune homme, devine quelque chose et le suit. 
A la maison, Victorine, fille d'Antoine et sœur de lait du jeune Vanderk, sans trop bien comprendre la cause de son trouble, est inquiète, préoccupée et, au milieu de la joie générale, reste triste et silencieuse.
Lorsqu'à midi tous les parents, les époux et les invités sont prêts à se mettre à table, on s'étonne du retard du fils. A ce moment, arrive le vieil Antoine qui, caché derrière un buisson, a assisté au duel et annonce que le jeune Vanderk a été tué.
Heureusement le mort supposé survient, explique comment le vieux a pu croire à sa mort et tout finit gaiement.

## Histoire
La pièce eut, au départ, des difficultés avec la censure qui y vit une apologie du duel. En réalité, le philosophe sans le savoir, M. Vanderk, condamne cette pratique qu’il qualifie de « préjugé funeste » et d’« abus cruel » et approuve les lois édictées contre elle, qu’il estime « sages mais insuffisantes » (acte III, scène 12) tandis que les deux jeunes duellistes se réconcilient à la fin en mesurant la sottise de leur comportement. Mais il est vrai aussi que M. Vanderk estime, dans la pièce, que dès lors que son fils s’est engagé à se battre, il n’est plus possible de reculer sans déshonneur, ce qui pouvait expliquer l’attitude de la censure.
Alors que l’œuvre devait être représentée à la Comédie-Française le 21 octobre 1765, Sedaine fut mis en demeure de modifier son texte. Après avoir longtemps résisté, il dut céder et le lieutenant général de police, Antoine de Sartine, vint en personne assister à une répétition pour s’assurer des changements et vérifier que la représentation pouvait être autorisée. La pièce fut ensuite imprimée avec ces changements au début de 1766. Mais l’auteur, qui jugeait que le texte ainsi amendé avait perdu de sa force et ne s’en consolait pas, fit imprimer un appendice clandestin qui fut glissé dans quelques exemplaires et permit aux lecteurs de rétablir la version originale.
Ces altérations n’avaient pas empêché le succès de la pièce qui, après quelques incertitudes, fut triomphal. L’ouvrage fut encensé par les Philosophes, et particulièrement par Diderot et Grimm.

## Analyse
Le succès remporté par Le Philosophe sans le savoir tient moins aux idées développées qu’à la nouveauté de la forme.
Le fond est en effet assez mince. La pièce, comme le souligna son auteur, pouvait certes avoir pour conséquence de réhabiliter le terme Philosophe, fort décrié depuis la pièce de Charles Palissot de Montenoy, Les Philosophes, représentée en 1760. Pour le reste, on y trouve une apologie du commerce (Acte II, scène 4) et un certain esprit égalitaire, au nom de l’idée que la noblesse d’âme n’est pas le monopole d’une classe.
En revanche, la forme frappa les contemporains comme la parfaite réalisation de l’idéal dramatique énoncé par Diderot et imparfaitement atteint par celui-ci dans Le Père de famille : celui d’un théâtre intimiste, dans lequel le spectateur a le sentiment d’être de plain-pied avec la vie d’une famille.

## Postérité critique
La pièce a été extrêmement admirée au XIXe siècle. Théophile Gautier appela Sedaine « le Greuze du théâtre » tandis que Victor Hugo n’hésita pas à le rapprocher d’Eschyle. George Sand composa une suite du Philosophe sans le savoir intitulée Le Mariage de Victorine, créée en 1851.

## Distribution à la création de la pièce
| Acteurs et actrices ayant créé les rôles |                       |
| Personnage                               | Interprète            |
| Vanderk père                             | Brizard               |
| Vanderk fils                             | François-René Molé    |
| Le Président (futur gendre)              | Dauberval             |
| Antoine                                  | Préville              |
| D'Esparville père                        | Grandval              |
| D'Esparville fils                        | Lekain                |
| Le domestique de Vanderk père            | Louis Henri Feulie    |
| Le domestique de Vanderk fils            | François Augé         |
| Le domestique de D'Esparville            | Antoine Claude Bouret |
| Un musicien                              | Bellemont             |
| Mme Vanderk                              | Mlle Dumesnil         |
| Sophie                                   | Mlle Dépinay          |
| La tante                                 | Mme Drouin            |
| Victorine                                | Mlle Doligny          |

## Adaptations à la télévision
- 1966 : Le Philosophe sans le savoir (comédie de Michel-Jean Sedaine), téléfilm de Jean-Paul Roux